# Museu Histórico Chikatsu-Asuka
O Museu Histórico Chikatsu-Asuka (大阪府立近つ飛鳥博物館 Ōsaka Furitsu Chikatsu Asuka Hakubutsukan) é um museu arqueológico situado em Osaka, no Japão. Projetado pelo arquiteto japonês Tadao Ando.

## História
Chikatsu-Asuka, ao sul da prefeitura de Osaka, foi o centro social do país durante o primeiro período da história japonesa. Nesta área existem um dos principais conjuntos de montes mortuários (kofun) do Japão, com mais de duzentos túmulos e cenotáfios, incluindo quatro túmulos imperiais. O Museu Histórico Chikatsu-Asuka destina-se a divulgar e a estudar a cultura do kofun. Para integrar o museu as montanhas, foi concebido como uma colina escalável, do qual tem uma visão panorâmica da necrópole. A cobertura pode ser usada para apresentações teatrais, festivais de música ou apresentações. Dentro do edifício, as áreas de exposição são esculturas e os objetos são expostos como foram encontrados nos túmulos. Quem o visita têm a sensação de entrar em um túmulo e mergulhar no tempo passado.

## Conceito
A ideia do projeto de Tadao Ando é oferecer aos visitantes uma reconstrução do período histórico a que pertencem os restos mortais, mais próximo da realidade possível.
O edifício está listado como uma torre de betão que tem vista para uma escadaria monumental. O exterior é, volume solene e austero e ausente de decoração, prestando homenagem às tradições e cultura dos protagonistas. O tema sagrado e sepulcral é evocado continuamente. O jogo de luz e sombras causadas dentro e fora do museu, definem a sua arquitetura.
| “ | Aproximamo-nos do edifício andando à volta dele, e a experiência que se faz é a do passeio através do interstício definido por uma parede direita que encontra uma segunda parede, disposta ao longo de um eixo diferente. | ” |

## Características
Espaços
A forma principal usada nos antigos túmulos situados na vizinhança do museu é em "buraco de fechadura". O arquiteto incorporou esta forma nas suas próprias ideias.
- Exterior

Ao entrar no museu, pode-se atravessar uma colina que ao chegar a um lago que flui de uma cascata. De frente para o lago pode ver-se a escadaria monumental que se reflete nas águas do lago. Deparando-se com degraus que levam ao topo de um templo arqueológico. Nesta primeira pausa divide uma passagem estreita forrada com paredes de betão a partir do qual é possível aceder ao museu.
- Interior

Uma vez no interior, Ando oferece uma viagem ao passado, continuamente evocando o olhar mortal. A torre cega é na realidade um poço que ilumina um interior relativamente escuro e a forma de buraco de fechadura das tumbas tradicionais é revelada a medida que se desce para o nível principal do museu. As galerias de exposição são grandes e especialmente concebidas para apresentar um modelo de grande escala do túmulo do Imperador Nintoku, com objetos colocados em a sua volta com uma luz vinda de cima exaltando-o mas intencionalmente de modo a provocar um ambiente fraco e intimista. 